# Seeing Things
Seeing Things — первый студийный альбом американского автора-исполнителя Джейкоба Дилана, изданный в 2008 году.

## Об альбоме
Seeing Things был спродюсирован Риком Рубином и записан в Hollywood Hills в Калифорнии. Запись была выпущена 10 июня 2008 года лейблом Columbia Records (на этом же лейбле вышло большинство альбомов отца Джейкоба — Боба Дилана). Seeing Things получил в целом благоприятные отзывы, на сайте Metacritic он имеет 75 % положительных оценок. В чарте Top Rock Albums журнала Billboard альбом достиг 8 места. Seeing Things был поддержан рядом концертов Дилана и специально созданной группы The Gold Mountain Rebels.

## Список композиций
Слова и музыка всех песен — Джейкоба Дилана, за исключением «I Told You I Couldn’t Stop» — Дилан в соавторстве с Мэттом Суини.
| №   | Название                        | Длительность |
| --- | ------------------------------- | ------------ |
| 1.  | «Evil Is Alive and Well»        | 3:56         |
| 2.  | «Valley of the Low Sun»         | 3:57         |
| 3.  | «All Day and All Night»         | 3:28         |
| 4.  | «Everybody Pays as They Go»     | 3:00         |
| 5.  | «Will It Grow»                  | 4:49         |
| 6.  | «I Told You I Couldn’t Stop»    | 4:14         |
| 7.  | «War Is Kind»                   | 3:08         |
| 8.  | «Something Good This Way Comes» | 3:39         |
| 9.  | «On up the Mountain»            | 3:45         |
| 10. | «This End of the Telescope»     | 3:59         |